# Servicedesign
Servicedesign kan defineres som de berøringsflader, der er mellem udbyder og slutbruger. Det kan både være fysiske berøringsflader såsom en hæveautomat hos banken, men det kan også være immaterielle forhold som effektiv online selvbetjening. Resultatet af servicedesign er den faktiske oplevelse af serviceniveauet hos slutbrugeren.
Servicedesign er en sammensætning af allerede velkendte designdiscipliner kombineret med etnologiske metoder, hvor brugerne involveres i stadig stigende omfang. Det kræver et tæt samspil mellem både antropologer, sociologer og analytikere samt designere for at nå frem til en forståelse af adfærd og behov, der efterfølgende kan omsættes til nye servicetilbud til kunderne, som betyder en endnu bedre oplevelse – og dermed mulighed for at opnå en konkurrencemæssig fordel.